# Dinastia Duvalier
```
   |-
       |
Erro:
:  
valor não especificado para "
nome_comum
"

   |-
       | 
Erro:
:  
valor não especificado para "
continente
"
```

A Dinastia Duvalier (em francês:  Dynastie des Duvalier) foi uma ditadura totalitária no Haiti, que durou quase vinte e nove anos, de 1957 até 1986, abrangendo duas gerações de uma mesma família.

## Histórico

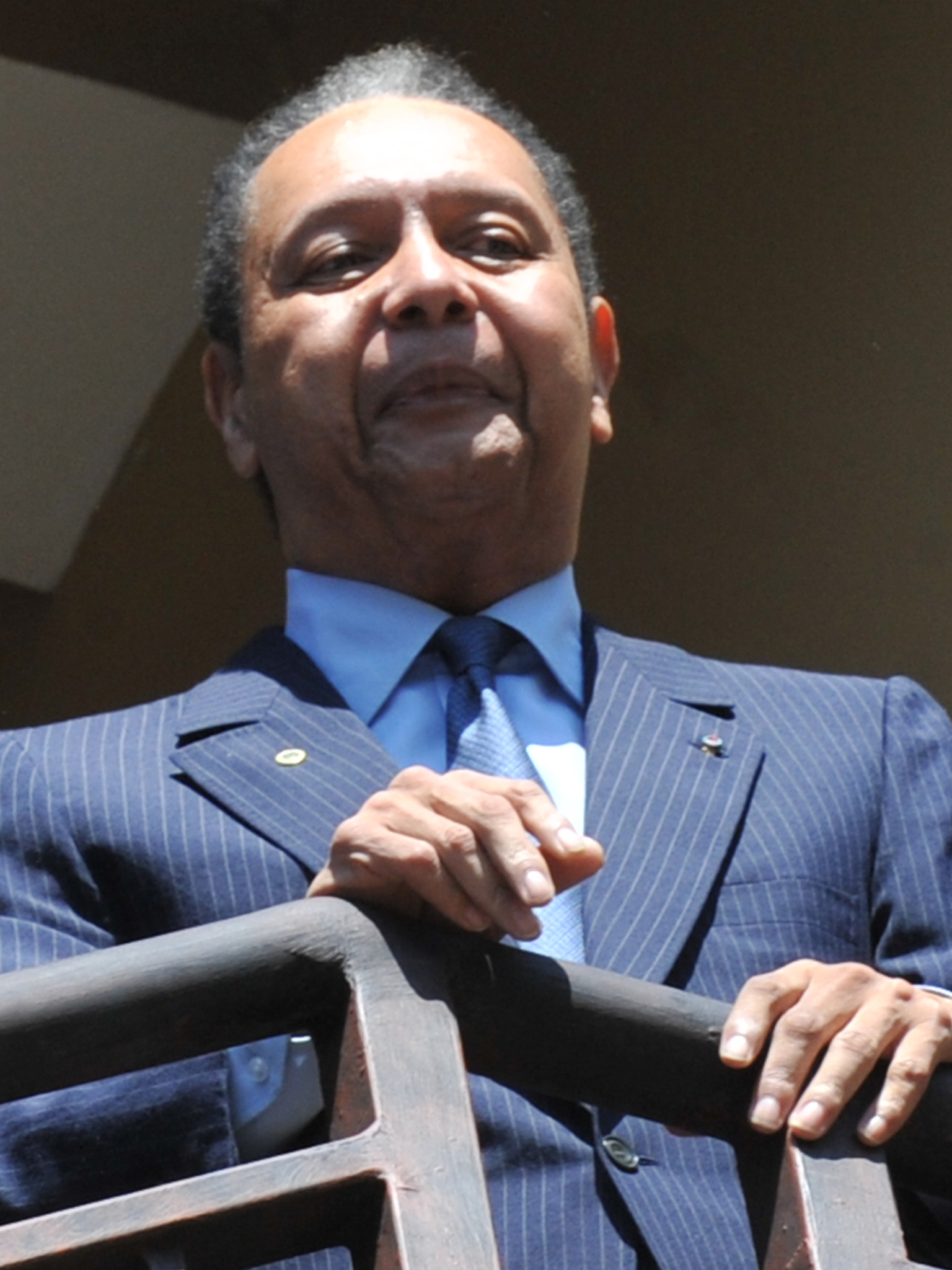
Fotografia de Jean-Claude Duvalier.

As eleições diretas, as primeiras da história do Haiti, foram realizadas em outubro de 1950 e Paul Magloire, um coronel negro da elite do exército, foi eleito. O furacão Hazel atingiu a ilha em 1954, que devastou a infra-estrutura e a economia do país. O fundo de ajuda do furacão foi inadequadamente distribuído e desperdiçado, e Magloire prendeu adversários e fechou jornais. Após se recusar a renunciar depois que seu mandato terminou, uma greve geral parou a economia de Port-au-Prince e Magloire fugiu, deixando o governo em um estado de caos. Quando as eleições foram finalmente organizadas, François Duvalier, um médico rural, foi eleito, líder do Partido da Unidade Nacional, em uma plataforma de ativismo em nome dos pobres do Haiti.

## Ascensão de François Duvalier
Duvalier produziu uma Constituição para solidificar o poder e substituiu a legislatura bicameral com uma unicameral. Em 1964, Duvalier declarou-se presidente vitalício e alterou a cor da bandeira e as armas nacionais de vermelho e azul para vermelho e preto. Ele demitiu o chefe das forças armadas e estabeleceu uma Guarda Presidencial para manter seu poder. Também estabeleceu os Volontaires de la Sécurité Nationale (Voluntários de Segurança Nacional), comumente referido como Tonton Macoute, nomeado devido ao bicho-papão na mitologia haitiana. O Tonton Macoute se tornaria a polícia secreta haitiana e teve ampla influência em todo o campo rural do Haiti. Duvalier usou sua influência recém-adquirida entre os militares para estabelecer sua própria elite. A corrupção era endêmica e ele roubava dinheiro de agências governamentais para recompensar oficiais leais. Duvalier, também explorava as crenças populares vodu, criando um culto da personalidade em torno a si mesmo, dizendo ser um hungã (um feiticeiro). Devido ao seu governo repressivo e totalitário, presidente dos Estados Unidos John F. Kennedy revogou ajuda e recordou as missões do Corpo de Fuzileiros em 1962. No entanto, após o assassinato de Kennedy, as relações com Duvalier abrandariam, em parte devido à localização estratégica haitiana perto de Cuba.

## Sucessão por Jean-Claude Duvalier
François morreu em 21 de abril de 1971. Durante seu governo, cerca de 30.000 cidadãos foram mortos pelo governo e centenas de milhares de haitianos emigraram para os Estados Unidos, Cuba e Canadá. François foi sucedido por seu filho, Jean-Claude, como o novo líder do país após um referendo constitucional. Ainda um adolescente quando ascendeu a um cargo público, Jean-Claude Duvalier era considerado imprudente e dissoluto, criado em isolamento de elite e desinteressado em política. Nos primeiros anos de sua administração, ele deixou as funções administrativas para sua mãe, Simone, enquanto vivia como um playboy. Ele foi inicialmente querido, porque seu governo foi considerado mais gentil e menos formidável do que o de seu pai. As nações estrangeiras se tornaram mais generosas em relação à assistência econômica, e os Estados Unidos restauraram seu programa de ajuda ao Haiti em 1971. No entanto, a corrupção endêmica continuou a existir da mesma forma que sob o governo de seu pai. Grande parte das centenas de milhões de dólares em riqueza pessoal da família Duvalier veio da Régie du Tabac (Administração do Tabaco). Originalmente estabelecido como um monopólio do tabaco, na prática era usado como um fundo secreto, e pouco ou nenhum registro era mantido de suas atividades.
A negligência do regime de Jean-Claude, juntamente com a falta de infraestrutura adequada, deixou a nação vulnerável a crises de saúde. O surto de HIV / AIDS devastou o turismo no início dos anos 80, e uma epidemia de Peste Suína Africana na República Dominicana devastou o gado e destruiu a agricultura local. O USDA temia que a doença se propagasse para a América do Norte e pressionou Duvalier a abater a população haitiana de porcos crioulos e substituí-la por animais que seriam fornecidos por agências de ajuda internacional. O governo haitiano concordou, mas a decisão causou indignação entre os agricultores do país. Seus porcos se adaptavam bem ao clima e ao meio ambiente haitiano e não exigiam alimentação ou cuidados especiais; os novos porcos exigiam ambos. Em maio de 1980, Duvalier casou-se com Michèle Bennett, uma mulata divorciada de pele clara. Isso foi percebido como uma traição ao legado de seu pai de apoiar a classe média negra e teve um efeito inesperado e drasticamente negativo na popularidade de Duvalier. O custo extravagante do casamento, que supostamente ultrapassava US $ 3.000.000, alienou ainda mais as massas negras. Um cisma formado no governo entre Duvalieristas mais velhos e conservadores e nomeados de Jean-Claude. Isso acabou resultando na expulsão da mãe de Duvalier, Simone, supostamente a pedido de Michèle.
O descontentamento e a desesperança econômica chegaram ao auge quando o Papa João Paulo II visitou o Haiti em março de 1983. Declarando que "Algo deve mudar aqui", em um discurso em Porto Príncipe, o Papa pediu uma distribuição equitativa de renda e uma política social mais igualitária e estrutura política. Revoltas estouraram, revitalizadas pela Igreja Católica, e também começaram a estourar motins na cidade de Gonaïves, com multidões atacando centros de distribuição de alimentos. De outubro de 1985 a janeiro de 1986, o movimento de protesto Anti-Duvalier se espalhou por todo o país, ao sul. Uma revolta começou nas províncias dois anos depois. A cidade de Gonaïves foi a primeira a realizar manifestações de rua e ataques contra armazéns de distribuição de alimentos. Os protestos se espalharam por outras seis cidades do país, incluindo Cap-Haïtien. No final daquele mês, os haitianos do sul haviam se revoltado. O motim mais significativo estourou em Les Cayes.
Duvalier respondeu aos distúrbios despedindo funcionários do gabinete e cortando os preços dos alimentos. Ele também fechou várias estações de rádio independentes e mobilizou unidades de polícia e guardas do exército para conter os levantes. No entanto, esses movimentos não conseguiram pacificar os manifestantes e, em janeiro de 1986, o governo do presidente dos EUA, Ronald Reagan, começou a pressionar Duvalier para renunciar ao poder e deixar o Haiti. As negociações estagnaram e, embora Duvalier inicialmente tenha aceitado uma oferta de asilo na Jamaica, ele rescindiu sua oferta e decidiu permanecer no Haiti. Como resultado, o Departamento de Estado dos EUA cortou a ajuda ao Haiti e a violência nas ruas se espalhou para Porto Príncipe. Em 5 de fevereiro de 1986, militares enfrentaram o regime de Duvalier e exigiram sua saída. Sem o apoio dos militares ou da esquerda do legislativo, Duvalier consentiu, e ele e sua família partiram de avião do Haiti para a França em 7 de fevereiro. Ele nomeou um órgão de governo provisório, o Conselho Nacional de Governo (em francês: Conseil National de Gouvernement, CNG), que era composto por três civis e dois militares. Isso deu início a um período instável de transição para um governo democrático pleno.